# Cyclone Higgins, D.D.
Cyclone Higgins, D.D. er en amerikansk stumfilm fra 1918 af Christy Cabanne.

## Medvirkende
- Francis X. Bushman som Cyrus Higgins
- Beverly Bayne som Sally Phillips
- Baby Ivy Ward som Dorothea
- Charles Fang som Johnathon Moses
- Jack Prescot som Jasper Stone